# Vilko Begić
Vilim "Vilko" Begić (Čazma, 20. siječnja 1874. - ?, 1946.) hrvatski vojnik, časnik u vojskama Austro-Ugarske i Nezavisne Države Hrvatske.

## Životopis
Služio je u austrougarskoj vojsci kao intendantski pukovnik. Nakon prvog svjetskog rata bavio se novinarstvom. Vlasti Kraljevine SHS uhitile su ga 1924. zbog ilegalnog prelaska granice, 1929. zbog terorizma, te 1933. zbog raspačavanja letaka HSS-a. Bio je bliski suradnik Vladku Mačeku u razdoblju od 1929. do 1934. g. Nakon proglašenja NDH 1941. pridružuje se Domobranstvu i dobiva čin pješačkog generala, te je imenovan 14. kolovoza 1941. državnim tajnikom u Ministarstvu hrvatskog domobranstva. Također je bio i savjetnik Ante Pavelića, kojeg je i pratio prilikom posjeta Adolfu Hitleru. Početkom rujna 1943. godine imenovan je doglavnikom i članom Doglavničkog vijeća. U svibnju 1944. postavljen je za zapovjednika obalnog odsjeka Neretva, a u kolovozu i rujnu 1944. bio je posebni povjerenik GRAVSIGUR-a za provođenje zaštitničkih mjera za područje Velikih župa Cetina, Usora-Soli, Vrhbosna, Hum i Dubrava. Čin general poručnika dobio je u veljači 1944., a u travnju 1945., na Pavelićev prijedlog, unaprijeđen je u general pukovnika, najviši čin u Hrvatskim oružanim snagama. Bio je nositelj naslova vitez. Prema nekim tvrdnjama nestao je prilikom povlačenja vojske NDH i civila u svibnju 1945., a prema drugima američke snage su ga izručile partizanima te je ubijen. Također, početkom 1946., prema nekim izvorima, nalazio se u logoru kraj Salzburga. Daljnja sudbina mu nije poznata.